# 屏東縣東港鎮以栗國民小學
以栗國民小學是屏東縣東港鎮的一所國民小學，該校地原為日本軍官交誼廳，後於1949年9月改為東港空軍子弟學校，並於1966年8月改為現名。

## 歷史
該校地原為日本軍官交誼廳。
以栗國小前身是東港空軍子弟學校。1966年8月，空軍總部將空軍子弟學校撥交由屏東縣政府接辦，並命名為「以栗國小」，以紀念1963年6月20日赴中國大陸出任務而殉職的中華民國空軍軍官周以栗，是全台唯二以黑蝙蝠空軍中隊烈士為名的學校之一。1987年，該校校園安置了林木川所雕鑄周以栗銅像。
爾後，校方將周以栗的事蹟特別列入該校本位課程，並在大門口設立代表周以栗的「小栗子」、象徵以栗好兒童的「愛栗」、及以栗校徽和平鴿的「小栗鳥啾啾」公仔。校內並創立「小小解說員」社團，訓練學生除知道、吸收《海角七號》、黑蝙蝠中隊的歷史故事，還能向親朋好友介紹，把故事傳遞出去。

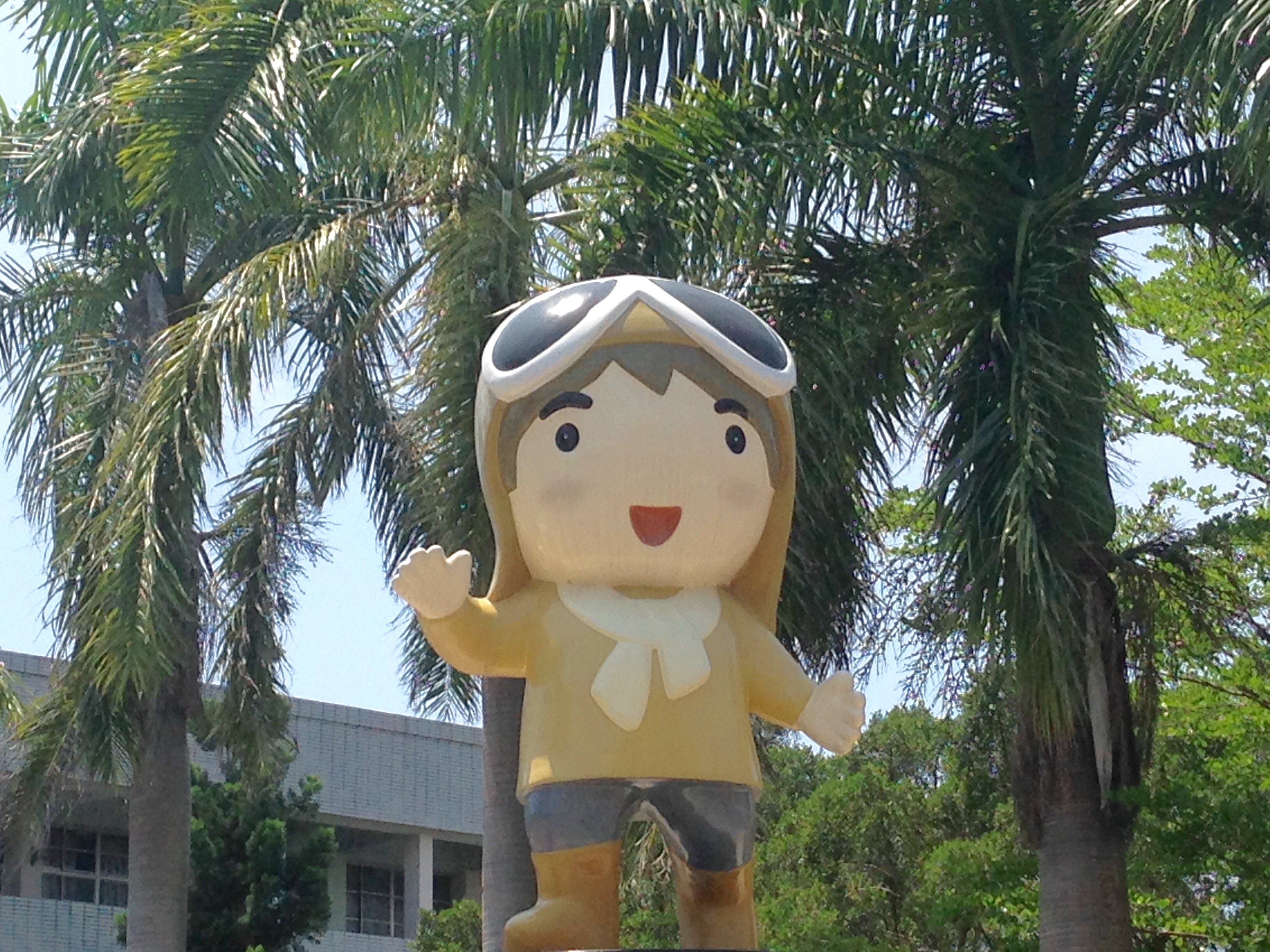
以栗公仔
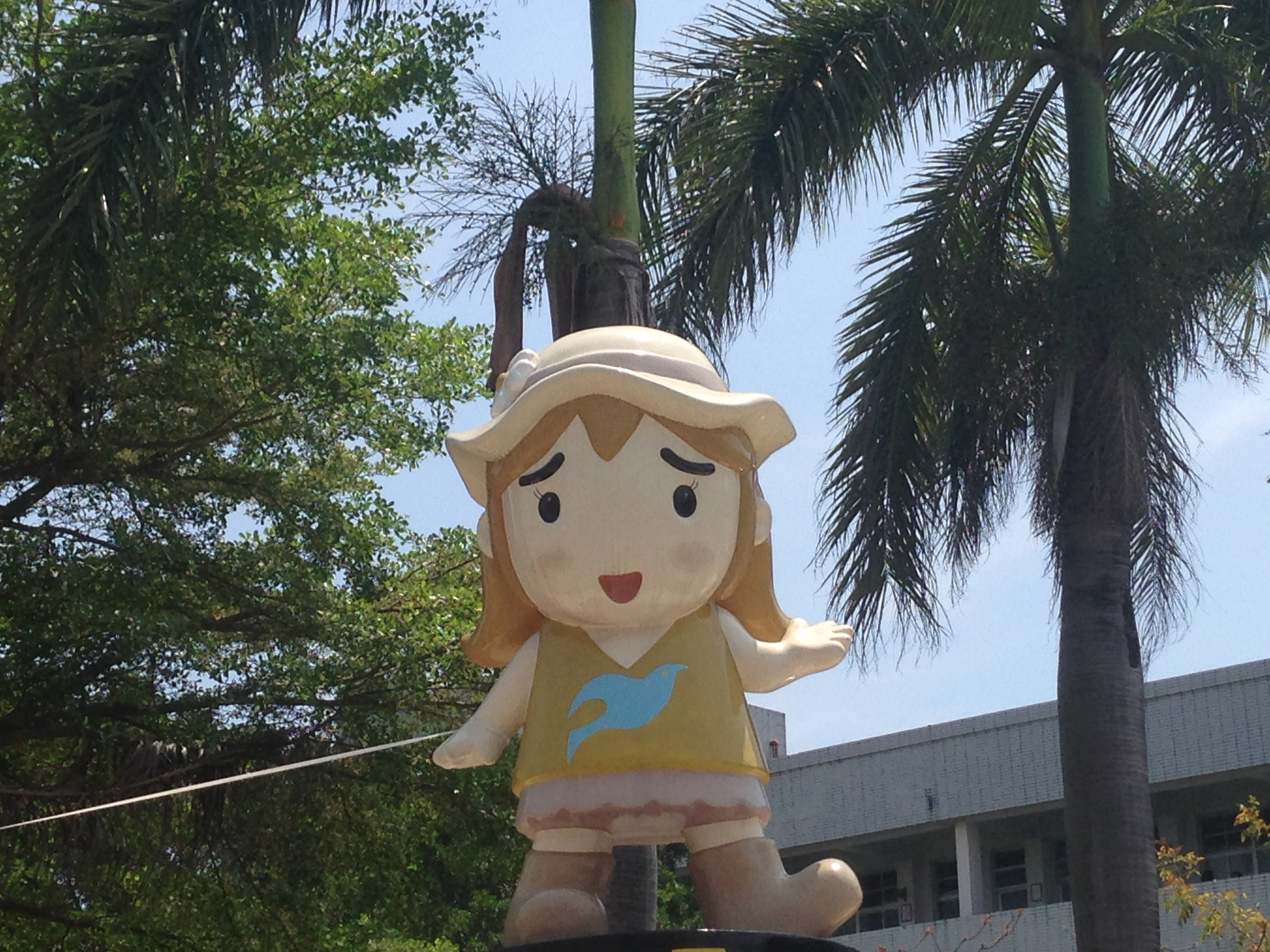
愛栗公仔

## 外部連結
- 以栗國小 （页面存档备份，存于）